# Brian Shimer

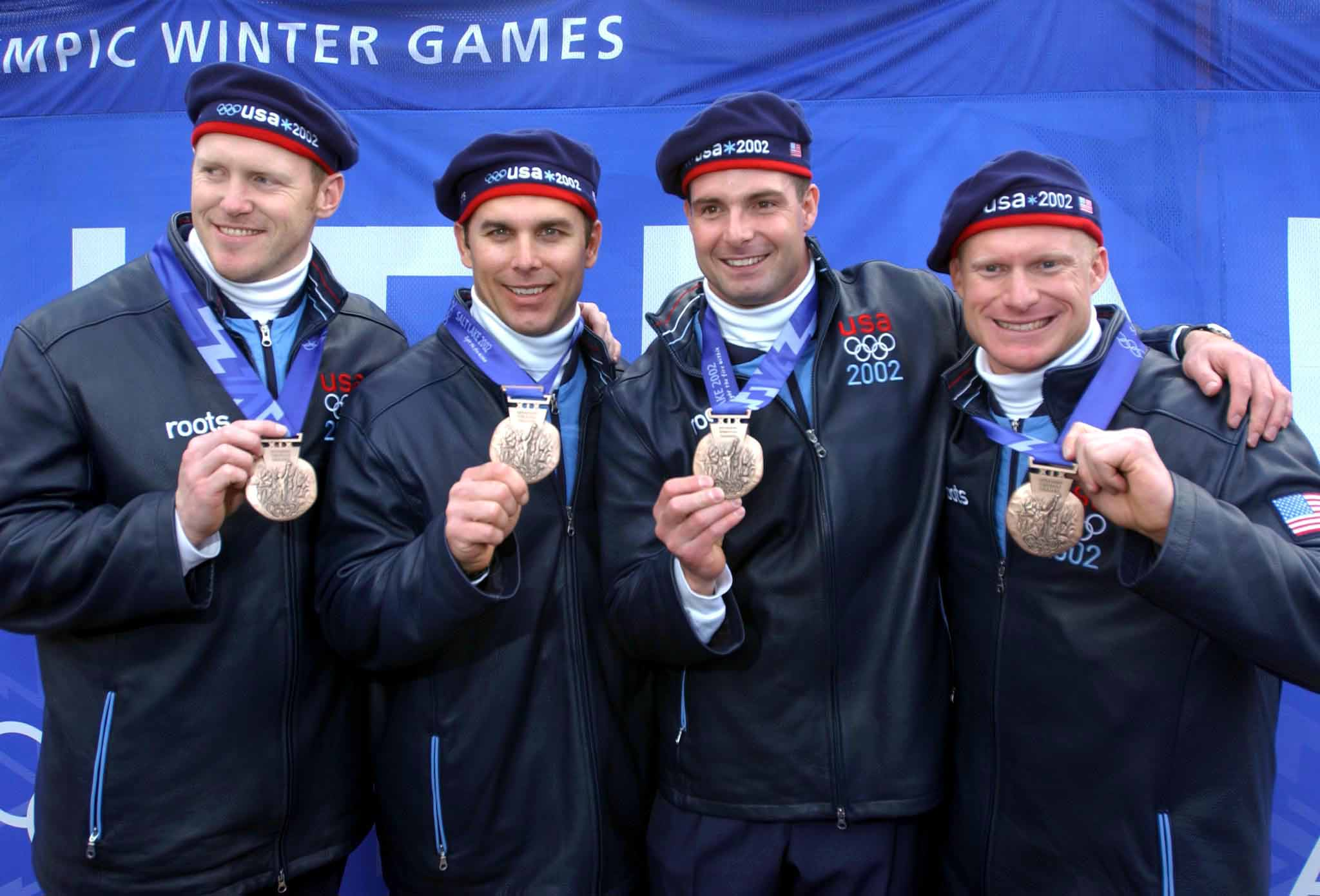
Brian Shimer (2. v. l.) mit seiner Viererbobmannschaft bei den Olympischen Winterspielen 2002

Brian Shimer (* 20. April 1962 in Naples (Florida)) ist ein ehemaliger Bobfahrer.
Der US-Amerikaner nahm 1988, 1992, 1994, 1998 und 2002 an Olympischen Spielen teil und gewann bei den Olympischen Winterspielen 2002 in Salt Lake City die Bronzemedaille im Viererbob. Bei seinen Teilnahmen bei Weltmeisterschaften konnte er 1993 und 1997 jeweils Bronze im Viererbob gewinnen. 1997 holte er zudem auch im Zweierbob eine Bronzemedaille gemeinsam mit Robert Olesen. In der Saison 1991/92 behielt er auch im Viererbob-Gesamtweltcup die Oberhand. Im Gesamtweltcup der gleichen Saison platzierte er sich ebenso wie 1996/97 in der Zweierbob-Gesamtwertung auf dem 3. Rang. Er zählt damit zu den erfolgreichsten US-amerikanischen Bobfahrern.